# 何勇
何勇（か ゆう）は中華人民共和国の政治家。中共中央書記処書記、中国共産党中央規律検査委員会副書記。
1958年中国共産党入党、1967年天津大学卒業。国営238廠で工場党委副書記、工場長など。1983年河北省国防科学技術工業弁公庁副主任。1985年、推薦を受けて第五機械工業部から発展した兵器工業部に入り、当時部長だった雛家華に重用される。胡耀邦、尉健行らの推薦を受け、監察部に入り、1986年監察部副部長。
翌1987年、胡耀邦失脚の影響を受け、尉健行と共に監察部長へ異動、副部長（序列第三位）就任。1992年から中央規律検査委員会常務委員、1997年中規委副書記。1998年、監察部部長に昇格する。2002年11月（第16期一中全会）で中共中央書記処書記（序列第7位）、中規委第一副書記（序列第一位）。2007年の第17回党大会で中央書記処書記に再選（序列第5位）。
第15期から第17期中央委員、第16期、第17期中央書記処書記。第14回党大会で中央規律検査委員会委員、常務委員、第15回党大会から第17回党大会で副書記。